# وعثيات
وَعْثِيَّات (الاسم العلمي: Coleosporiaceae)، فصيلة فطور مجهرية من رتبة الشقرانيات. تشمل الفصيلة على 6 أجناس و131 نوعًا.